# جرزيبو، بلدية ستاسزو
 جرزيبو  هي قرية تقع في المنطقة الإدارية بلدية ستاسزو، ضمن مقاطعة ستاسزو، محافظة سويتوكرزيسكي، في جنوب وسط بولندا. تقع على بعد حوالي 6 كيلومترات (4 أميال) جنوب غرب ستاسزوو52 كيلومترًا (32 ميلًا) جنوب شرق العاصمة الإقليمية كيلسي. 

## التركيبة السكانية
وفقًا لتعداد بولندا لعام 2002، كان هناك 243 شخصًا يقيمون في قرية جرزيبو، منهم 52.7٪ من الذكور و47.3٪ من الإناث. في القرية، كان السكان منتشرين، حيث كان 26.7% منهم دون سن 18 عامًا، و33.7% منهم من سن 18 إلى 44 عامًا، و20.2% منهم من سن 45 إلى 64 عامًا، و19.3% منهم يبلغون من العمر 65 عامًا أو أكثر. 